# مهرشاد شریف
مهرشاد شریف (متولد ۲۰ تیر ۱۳۳۱) در تهران، دومین استاد بین‌المللی تاریخ شطرنج ایران است، که در شش دوره قهرمان مسابقات قهرمانی شطرنج ایران شده‌است.
وی در سال ۱۹۷۵ به عنوان استاد بین‌المللی شطرنج دست یافت، تا پس از خسرو هرندی دومین ایرانی باشد که به این عنوان دست پیدا می‌کند.
او هم‌اکنون در کشور فرانسه اقامت دارد، و در مسابقات بین‌المللی با پرچم فرانسه شرکت می‌کند.